# Okręg wyborczy Warringah
Okręg wyborczy Warringah – jednomandatowy okręg wyborczy do Izby Reprezentantów Australii, położony w północnej części aglomeracji Sydney i czerpiący swoją nazwę od nadmorskiej części miasta znanej jako Warringah, co jest aborygeńskim określeniem deszczu, morza lub fal.
Okręg powstał w 1922 roku i przez cały ten czas uchodził za bastion prawicy. Od 1994 w parlamencie reprezentuje go Tony Abbott, w latach 2013-2015 premier Australii.

## Lista reprezentantów
| lp. | imię i nazwisko   | przynależność polityczna                                            | lata urzędowania |
| --- | ----------------- | ------------------------------------------------------------------- | ---------------- |
| 1   | Granville Ryrie   | Nacjonalistyczna Partia Australii                                   | 1922-1927        |
| 2   | Archdale Parkhill | Nacjonalistyczna Partia Australii Partia Zjednoczonej Australii     | 1927-1937        |
| 3   | Percy Spender     | niezależny Partia Zjednoczonej Australii Liberalna Partia Australii | 1937-1951        |
| 4   | Francis Bland     | Liberalna Partia Australii                                          | 1951-1961        |
| 5   | John Cockle       | Liberalna Partia Australii                                          | 1961-1965        |
| 6   | Edward St John    | Liberalna Partia Australii niezależny                               | 1966-1969        |
| 7   | Michael MacKellar | Liberalna Partia Australii                                          | 1969-1994        |
| 8   | Tony Abbott       | Liberalna Partia Australii                                          | od 1994          |